# Smallanthus pyramidalis
Smallanthus pyramidalis, también conocido como  arboloco, pauche, camargo. Es  un árbol perteneciente a la familia de las asteráceas, Con aproximadamente 10 m de altura. Posee un tronco recto y ahuecado,  de hojas vellosas y agrupadas en las puntas de sus ramas, las cuales poseen una sustancia esponjosa en su interior. Flores color amarillo de comportamiento muy agrupado. 
Es nativo de Colombia, Ecuador y Venezuela. Suele ser empleado  para aliviar dolores reumáticos y neuralgias.